# Flotylla rzeczna

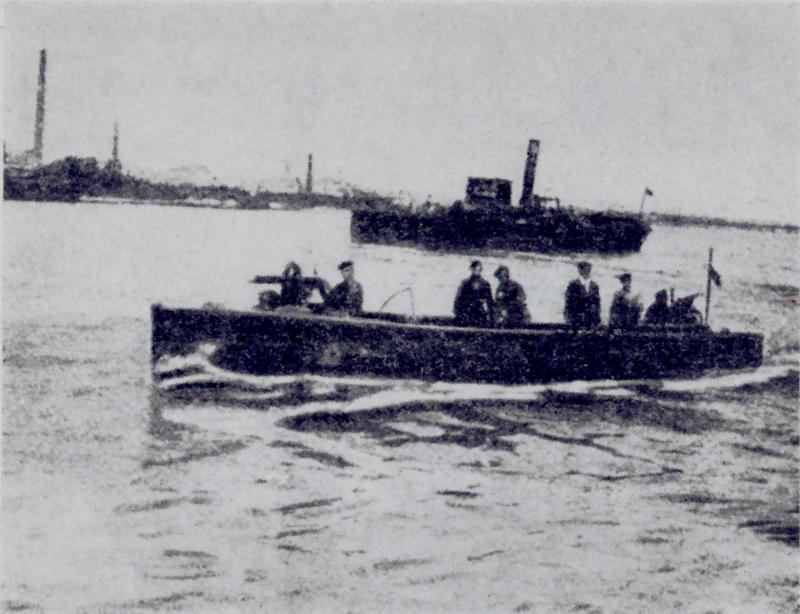
Motorówka uzbrojona, w głębi Stefan Batory.
Flotylla Wiślana 1920 r.

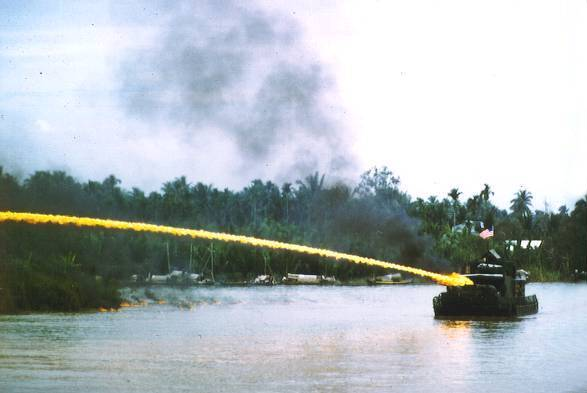
Amerykańska kanonierka atakuje cele miotaczem ognia podczas wojny wietnamskiej

Flotylla rzeczna – część marynarki wojennej, składająca się z okrętów rzecznych i działająca na wodach śródlądowych – rzekach, kanałach, jeziorach. Głównymi klasami okrętów rzecznych były monitory rzeczne, kanonierki rzeczne, kutry artyleryjskie, kutry patrolowe oraz różne typy doraźnie uzbrojonych statków. Na większych rzekach mogły operować też niektóre okręty pełnomorskie. Zadaniem flotylli rzecznych były głównie obrona linii rzek, wspieranie wojsk lądowych, wspieranie desantów, ochrona przepraw i walka z okrętami przeciwnika.
Flotylle rzeczne po raz pierwszy odegrały istotną rolę bojową podczas wojny secesyjnej w USA (1861-1865), głównie w kampanii na Missisipi. W Europie, z uwagi na uwarunkowania geograficzne i geopolityczne, istotne znaczenie flotylle rzeczne miały jedynie na południu i wschodzie kontynentu. Podczas walk rosyjsko-tureckich XIX wieku oraz I wojny światowej główną areną walk flotylli rzecznych był Dunaj. Flotylle rzeczne odgrywały też dużą rolę podczas rewolucji i wojny domowej w Rosji. Również podczas II wojny światowej odgrywały pewną rolę, głównie na zachodnich, ale także dalekowschodnich obszarach ZSRR. Po tej wojnie flotylle rzeczne zanikły w związku ze zmniejszeniem się ich znaczenia na współczesnym polu walki. W dalszym ciągu natomiast stosuje się zespoły okrętów rzecznych w celach patrolowania granic państwowych na rzekach (np. na Amurze i Dunaju). Ostatnim przykładem zastosowania bojowego flotylli rzecznej było utworzenie amerykańskiej flotylli Mobile Riverine Force (MRF) działającej podczas wojny w Wietnamie.
W Polsce przed II wojną światową istniała Flotylla Rzeczna Marynarki Wojennej stacjonująca w Pińsku (Flotylla Pińska), przez krótki okres istniała również Flotylla Wiślana stacjonująca w Toruniu (podczas II wojny światowej na Wiśle działał Oddział Wydzielony Rzeki Wisły).